# Ідзумі Хіросі
Ідзумі Хіросі  (яп. 泉 浩, 22 червня 1982) — японський дзюдоїст, олімпійський медаліст.

## Виступи на Олімпіадах
| Олімпіада  | Дисципліна        | Місце |
| ---------- | ----------------- | ----- |
| Афіни 2004 | середня категорія | 2     |
| Пекін 2008 | середня категорія | 15T   |